# Affaire Jean-Marc Schoepff
L'affaire Jean-Marc Schoepff est une affaire judiciaire mettant en cause un prêtre niçois accusé d'attouchements sur de jeunes garçons, mis en examen en 2018 pour agressions sexuelles sur mineurs, brièvement incarcéré puis remis en liberté sous caution. Le procès de Jean-Marc Schoepff, qui a toujours nié les faits, devait se tenir en 2024 au tribunal correctionnel de Nice, mais le prêtre est décédé en mai 2024.

## Contexte
Jean-Marc Schoepff, né le 16 décembre 1956 à Nice, est un prêtre et aumônier à l'institution Stanislas, fleuron de l’enseignement catholique privé niçois. Estimé de ses paroissiens et souvent ami des familles, il a œuvré pour la jeunesse pendant plus de 35 ans, organisant des camps de vacances et des voyages, et est considéré comme « un homme d'Église très respecté, qui dans cette ville a fait beaucoup de choses pour lesquelles il est reconnu de manière assez large comme étant de grande qualité ». 

## Affaire
Au printemps 2017, l’évêque de Perpignan, Norbert Turini, aurait prévenu son homologue niçois André Marceau de faits relatés par le premier plaignant, un assistant réalisateur de 41 ans qui avait 13 ans lorsque le père Schoepff aurait abusé de lui. Les faits sont prescrits mais, pour libérer d'autres témoignages, il témoigne à la télévision et raconte les attouchements sexuels subis en colo de neige, à la fin des années 1980. L'enquête met au jour « un certain nombre de faits relatifs à des actes à caractère sexuel, qui pour l'instant ne sont pas des viols, mais qui se sont accumulés et prennent, par leur nombre et leur diversité d'origine et leur cohérence, une vraie substance ». 
Selon les informations du Monde, des signalements auprès de l’inspection générale et du collège dont Jean-Marc Schoepff était l'aumônier ont été ignorés. L'un des plaignants évoque la chape de plomb et la pression sociale qui prévalaient alors. Jusqu’à sa mise en examen, une partie de la paroisse défend son prêtre et de nombreuses personnes écrivaient pour se porter garantes de sa bonne moralité lorsqu'on s'élevait contre son comportement pendant ses années à Stanislas. 
Le 1er septembre 2017, la préfecture lui interdit de diriger toute activité en lien avec la jeunesse,. Le diocèse le suspend alors de tout ministère auprès des mineurs, puis de ses fonctions de curé en mai 2018 après le début de l'instruction judiciaire. Mis en examen en mai 2018 pour « agressions sexuelles sur mineurs de moins de 15 ans par personne ayant autorité », et bien qu'il nie les faits qui lui sont reprochés, Jean-Marc Schoepff est placé en détention provisoire le 22 novembre 2018 puis libéré sous contrôle judiciaire en décembre, contre une caution de 50 000 €. 
Lors du procès de l'affaire Bernard Preynat en 2020, l'une des victimes de Jean-Marc Schoepff dit être la cible de pressions de paroissiens pour retirer sa plainte. Il décrit « l'amnésie traumatique » que subissent certaines victimes, dont l'avocat a saisi la Cour de cassation pour remettre en cause la prescription : « C'est un phénomène psychique qui fait que le cerveau met de côté, ce traumatisme reste ancré en nous, mais c'est juste rangé de côté, ça dort dans une partie du cerveau, et par des événements divers et variés, cela ressort 30/40 ans après [..] il faut prendre en compte cette amnésie traumatique. ». 
En février 2021, un homme de 42 ans, prêtre lui aussi, témoigne des « câlins » qu’il a subi entre ses 14 et 17 ans de la part de Jean-Marc Schoepff, dont il était alors un de ses « chouchous », un second père et qui financera ses études en école de commerce : « Je n’avais pas conscience de subir une agression sexuelle, je pensais que c’était sa manière de me témoigner son affection. Une fois la lumière éteinte, il se rapprochait de moi et faisait un câlin. Il pouvait toucher mes jambes, mes fesses, ça lui arrivait de mettre un doigt dans ma bouche, de jouer avec ma langue, de m’embrasser, et il me disait qu’il m’aimait, que j’étais beau. À moi, il ne m’a pas touché le sexe ». Bien que les faits soient prescrits, il porte plainte en 2019 et pourra être entendu comme témoin,.
Le procureur de la République de Nice, Xavier Bonhomme, indique, en janvier 2021, que « l’affaire est toujours en cours d’instruction et un recours sur un point juridique est devant la cour d’appel ». Après une première procédure annulée pour vice de forme, Jean-Marc Schoepff est de nouveau mis en examen en octobre 2021.

## Procès
Le procès de Jean-Marc Schoepff pour agressions sexuelles sur deux mineurs, programmé le 8 janvier 2024 au tribunal correctionnel de Nice, est repoussé au 9 septembre 2024 en raison de l'état de santé d'un de ses avocats.  
Au total, neuf victimes alléguées dénoncent des attouchements, dont sept, pour lesquels les faits sont prescrits, devraient témoigner devant le tribunal. La première des deux plaintes non prescrites, déposée en 2019, concerne des attouchements subis lors d'un voyage à Rome en 1997, à l'âge de 11 ans et demi. L’autre, un homme né en 1982 et des faits subis en 1996 au sein de l'Institution Stanislas à Nice. Selon l'avocat de ce dernier : « Mon client n’aurait pas parlé s’il n’avait pas appris que le prêtre traitait les plaignants de menteurs ». 
Jean-Marc Schoepff a toujours contesté formellement les faits qui lui sont reprochés,.
Jean-Marc Schoepff est mort d'une crise cardiaque le 24 mai 2024 à l'âge de 67 ans,.